# Portal 2
Portal 2 ist ein Computerspiel von Valve und der Nachfolger von Portal. Das Spiel wurde am 5. März 2010 angekündigt und am 19. April 2011 für PC und Mac via Steam sowie am 21. April 2011 durch Electronic Arts für die Spielkonsolen Xbox 360 und PlayStation 3 veröffentlicht. Am 25. Februar 2014 folgte eine Version, die Linux unterstützt. Seit Juni 2016 ist Portal 2 auch auf der Xbox One spielbar. Am 28. Juni 2022 erschien das Spiel zusammen mit seinem Vorgänger im Rahmen der Companion Collection für die Nintendo Switch.
Bis Mai 2012 konnte sich Portal 2 über 4 Millionen Mal verkaufen.

## Übersicht
Portal 2 vereint Rätsel- und Plattformelemente, die vom Spieler aus der Egoperspektive mit Hilfe des sogenannten Aperture Science Handheld Portal Device, oder kurz Portal Gun, bewältigt werden müssen. Mit diesem Gerät können innerhalb des Spiels auf bestimmten ebenen Flächen zwei miteinander verbundene Portale erzeugt werden, durch die die Spielfigur und Gegenstände bewegt werden können. Zusätzlich wurden neue Spielelemente in Portal 2 hinzugefügt, darunter drei verschiedene Gele, die die Oberflächeneigenschaften von Decken, Wänden, Böden und Gegenständen verändern, sowie Traktorstrahlen, Lichtbrücken und Laser.
In der Einzelspieler-Kampagne übernimmt der Spieler erneut die Kontrolle über Chell, eine junge Frau, die sich nach den Geschehnissen in Portal in einem langen Tiefschlaf befand. Das Genetic Lifeform and Disk Operating System (GLaDOS), eine künstliche Intelligenz und die Antagonistin im Vorgänger, sowie der Rest der Aperture-Science-Forschungseinrichtungen sind dem Verfall preisgegeben. Chell wird vom unbeholfenen Wheatley aufgesucht und erweckt mit diesem unbeabsichtigt GLaDOS zu neuem Leben. GLaDOS ist sichtlich verärgert über Chells Rückkehr und beginnt, Chell erneut durch eine Vielzahl neuer Tests zu schicken, während sie die Forschungseinrichtung nach und nach neu aufbaut. Mit Wheatleys Hilfe und der Portal Gun versucht Chell aus den Testräumen zu entkommen.
Mit einer im Vergleich zum Vorgänger ausgebauten Story führt Valve auch neue Charaktere in das Spiel ein. Ebenso wurden neben den sterilen Testräumen auch einige weitläufige Areale implementiert. Portal 2 besitzt darüber hinaus auch einen Koop-Modus für zwei Spieler, die in die Rollen der Roboter Atlas und P-Body schlüpfen und durch Zusammenarbeit Level bewältigen müssen.
Portal 2 wurde vor allem für seinen Humor sowie die Dialoge und deren Sprecher gelobt. Das Spiel erreichte auf dem PC, der PS3 und der Xbox 360 einen Metascore von 95.

## Spielprinzip
Portal 2 ist ein Denkspiel mit Jump-’n’-Run-Elementen, das aus der Egoperspektive gespielt wird. Neben den normalen Bewegungsmöglichkeiten wie Laufen, Springen und Ducken kann der Spieler auch mit verschiedenen Gegenständen interagieren. Sowohl im Einzelspieler-Teil als auch im Koop-Modus ist es das Ziel, eine Reihe von Testräumen zu überwinden, die mit zahlreichen Hindernissen und Fallen gespickt sind. Der Spieler muss dabei unter anderem tiefe Abgründe und Säurebecken überwinden oder Selbstschussanlagen deaktivieren, um den Ausgang zu erreichen.
Die einführenden Minuten dienen dabei dem Vermitteln der grundlegenden Steuerung und der Interaktion mit der Umgebung. Im Anschluss muss der Spieler mit Hilfe der Portal Gun die Rätsel in den Testräumen der Aperture Science Forschungseinrichtung lösen. Mit der Portal Gun können auf bestimmten ebenen Flächen wie Wänden und Decke zwei Portale erzeugt werden, die in der Art miteinander in Verbindung stehen, dass ein in das eine Portal eintretender Gegenstand oder der Spieler selbst augenblicklich aus dem anderen Portal unter Beibehaltung von Geschwindigkeit und Orientierung austritt. Die Funktionsweise hat sich im Vergleich zum Vorgänger nicht verändert, in Portal 2 muss der Spieler aber auch Flüssigkeiten (Gele) und Laser- sowie Traktorstrahlen mit den Portalen in Interaktion bringen.
Die drei eingeführten farbigen Gele, die in der Forschungseinrichtung durch große Rohre gepumpt werden, können dazu benutzt werden, die physikalischen Eigenschaften von Oberflächen zu verändern. Das blaue Gel (Repulsion Gel, von engl. repulsion = Rückstoß, Abstoß) ermöglicht es dem Spieler höher zu springen, während man durch das orange Gel (Propulsion Gel, von engl. propulsion = Antrieb, Vortrieb) stark beschleunigt wird. Das dritte, weiße Gel (Conversion Gel, von engl. conversion = Umwandlung) erlaubt es dagegen, Portale auch auf Oberflächen zu erzeugen, auf denen es für gewöhnlich nicht möglich ist. Valve implementierte ursprünglich noch ein viertes Gel, mit dem es möglich war, an Wänden und Decken zu laufen. Nachdem einige Testspieler allerdings über Übelkeit sowie Orientierungslosigkeit klagten, wurde das Gel wieder entfernt.
Der Spieler muss die Gele mit Hilfe der Portale so im Raum verspritzen, dass die relevanten Oberflächen davon bedeckt werden, um ein Vorankommen zu ermöglichen. Ebenso können auch Gegenstände, wie beispielsweise Würfel „bemalt“ werden, um deren physikalische Eigenschaften in der beschriebenen Art und Weise zu beeinflussen. Mehrere Gele können dabei nicht vermischt werden, sondern überdecken einander und können mit Hilfe von Wasser auch vollständig entfernt werden.
Neben den aus Portal bekannten Würfeln gibt es nun auch Würfel mit reflektierenden Oberflächen, um Laserstrahlen umzulenken (Laser-Umlenkungskubus). Der mit Herzen verzierte Companion Cube aus dem Vorgänger, mit dem GLaDOS versuchte, ein emotionales Band zwischen Chell und dem leblosen Objekt aufzubauen, um ihn dann in einer Verbrennungsanlage zu vernichten, ist auch in Portal 2 vertreten. An einigen Stellen im Spiel gibt es im Boden und Wänden eingelassene katapultartige Platten, die den Spieler und Gegenstände durch die Luft schleudern können.
Als weiteres Spielelement kommen so genannte Traktorstrahlen zum Einsatz, die sowohl Spieler als auch Gegenstände und die Gele im Einflussbereich ihres Kraftfeldes durch die Luft, und damit auch über Abgründe bewegen können. Die Traktorstrahlen treten in bekannter Weise durch die vom Spieler erzeugten Portale hindurch.
Für den kooperativen Zweispielermodus wurden zwei neue Charaktere eingefügt sowie eine eigene Rahmenhandlung mit neuen Leveln. Bei den Charakteren handelt es sich um die Roboter Atlas, eine modifizierte Persönlichkeitssphäre, und P-Body, ein modifizierter Geschützturm. Beide Roboter bewegen sich auf zwei Beinen und besitzen je eine eigene Portal Gun, so dass insgesamt vier Portale erzeugt werden können. Einst noch Teil der Forschungseinrichtung, sind sie jetzt eigenständige Funktionseinheiten, die nun unter GLaDOS’ Beschimpfungen durch eine Reihe von Testkammern geschickt werden (von GLaDOS als „Kooperative Test-Initiative“ bezeichnet). Die Roboter verständigen sich durch Gestik und Geräusche anstelle von Dialogen und müssen sich gegenseitig helfen, um die Tests erfolgreich abschließen zu können. GLaDOS scheint durch die Zusammenarbeit der beiden in Schwierigkeiten zu geraten und versucht daher sie gegeneinander aufzustacheln, indem sie nur einen von beiden lobt oder seine Bemühungen nicht würdigt. Der Koop-Modus spielt zeitlich nach der Einzelspieler-Kampagne und deutet auch einige Verbindungen an, muss zum Verständnis aber nicht zwingend in dieser Reihenfolge gespielt werden.
Valve gab an, dass sowohl der Singleplayer-Teil als auch der Koop-Modus eine in etwa zwei bis zweieinhalb Mal längere Spielzeit aufweisen als der Vorgänger.
Wie auch schon aus früheren Spielen von Valve bekannt, gibt es auch in Portal 2 einen Kommentar-Modus innerhalb des Spiels, mit Hinweisen und Kommentaren der Entwickler und Autoren, in denen beispielsweise auf signifikante Änderungen ursprünglicher Ideen und verworfene Szenen eingegangen wird.

## Handlung

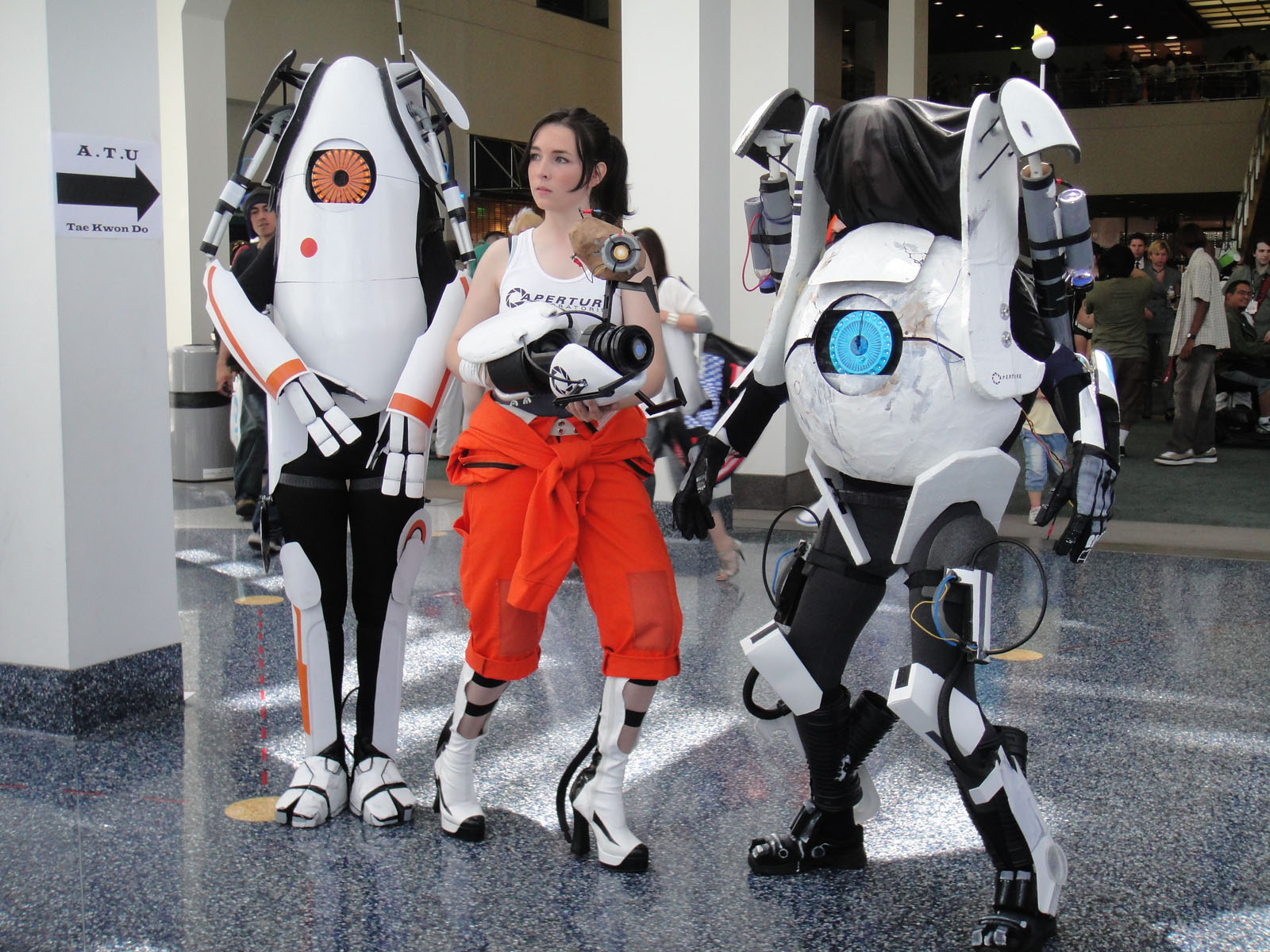
Die Protagonistin des Spiels, Chell, und die beiden Roboter Atlas & P-Body, sowie GLaDOS als Kartoffel, dargestellt durch Cosplayer

### Einzelspieler-Kampagne
Portal 2 spielt nach den Geschehnissen des ersten Teils. Der Spieler übernimmt erneut die Kontrolle von Chell, die am Ende von Portal von einer Gestalt mit metallischer Stimme, außerhalb des Sichtfeldes des Spielers, aus dem Bild gezogen wird – diese Szene wurde noch vor der offiziellen Ankündigung von Portal 2 nachträglich durch ein Update in das Vorgängerspiel eingefügt. Chell befindet sich scheinbar in einem Hotelzimmer, als sie von einer Roboterstimme durch einen medizinischen Test geführt wird und sich anschließend ins Bett legt. Als sie erneut erwacht, deutet der Zerfall der Zimmereinrichtung darauf hin, dass viele Jahre vergangen sind.
Wheatley, ein unbeholfener Roboter in Form einer Kugel, der sich an einem Schienensystem an der Zimmerdecke bewegt, hilft Chell zu fliehen, als sich der gesamte Raum – der sich inmitten einer riesigen Anzahl von Frachtcontainern in einem gewaltigen Lagerhaus befindet – plötzlich zu bewegen beginnt und auseinanderzubrechen droht. Wheatley steuert den Container auf eine Wand zu, die er durchbricht. Anschließend befinden sich die beiden wieder innerhalb der „Aperture-Science“-Forschungseinrichtung.
Wheatley ist eine von vielen Persönlichkeitssphären, auch Kerne genannt, die nach der mutmaßlichen Zerstörung von GLaDOS aktiviert wurden. Zu Beginn fungiert Wheatley als Führer und geleitet Chell durch die ersten Spielminuten. Nach kurzer Zeit erreichen die beiden GLaDOS und erwecken sie versehentlich zu neuem Leben. Sie beschuldigt Chell, sie vor Jahren getötet zu haben und beginnt damit, die zerstörte Forschungseinrichtung wieder aufzubauen. Um ihre „gemeinsamen Differenzen hinter sich zu lassen“, schickt GLaDOS Chell in weitere Tests.
Wheatley instruiert Chell, bei GLaDOS’ Tests mitzuspielen, um später gemeinsam zu fliehen.
Schließlich öffnet Wheatley einen Fluchtweg aus einer der Testkammern und bringt Chell zu der zentralen Fabrik für die Geschütztürme sowie der Produktionsanlage für das Nervengift, damit Chell die Anlagen zerstören bzw. sabotieren kann, und geleitet sie anschließend zu GLaDOS, die ohne die Geschütze und das Neurotoxin wehrlos ist. Chell kann GLaDOS’ durch Wheatleys Persönlichkeit austauschen, woraufhin dieser die Steuerung der gesamten Forschungseinrichtung übernimmt und Chell mit einem Fahrstuhl an die Oberfläche befördern will. Größenwahnsinnig durch seine neu erlangte Macht über die Anlage überlegt Wheatley es sich jedoch anders. Er überträgt GLaDOS’ Persönlichkeit in ein Speichermodul, welches von einer Kartoffelbatterie betrieben wird.
Selbige erkennt Wheatley kurz darauf: Es handelt sich bei ihm um eine Persönlichkeitssphäre, die als besonders dumm und idiotisch konzipiert wurde. Seine Präsenz sollte ursprünglich GLaDOS’ Rechenleistung ausbremsen, um ihre tödliche Persönlichkeit unter Kontrolle zu halten. Wheatley reagiert auf diese Offenbarung mit einem Wutanfall („Ich bin kein Schwachkopf!!“) und befördert die beiden durch den Fahrstuhlschacht kilometertief in die entlegensten Hallen der Aperture-Science-Labore.
Nach dem Sturz wird GLaDOS von einem Vogel entführt, während Chell versucht, in die höheren Bereiche der Labore zurückzugelangen. Dabei wird sie von automatisch abgespielten Tonaufzeichnungen vom früheren Geschäftsführer von Aperture Science, Cave Johnson, begleitet und gelangt so an Informationen über die Firma. Auf ihrem Weg durch die alten Testkammern erfährt Chell, dass Johnson mehr und mehr durch eine Vergiftung durch gemahlenes Mondgestein geistig verwirrt wurde, und die Firma von ihren ursprünglichen Zielen dazu überging, sich nur noch auf die Tests von Versuchsobjekten für die Wissenschaft zu fokussieren. Kamen dafür zunächst noch Elitesoldaten zum Einsatz, ging man später dazu über, gegen Bezahlung Freiwillige einzusetzen, und schließlich Mitarbeiter aus der eigenen Firma dafür zu verpflichten. Dieses Testprotokoll wurde tief in GLaDOS’ Programmierung verwurzelt.
Chell findet auch heraus, dass GLaDOS’ Intelligenz von einer Assistentin von Johnson, Caroline, herrührt, welche eine Probandin für den Transfer eines menschlichen Geistes auf ein Computersystem war. Später nach diesem Programm wurde Caroline vom todkranken Johnson die Führung der Firma übertragen.
Unterdessen findet Chell GLaDOS und beide beschließen einen Waffenstillstand, um Wheatley zu stoppen, bevor er mit seiner Inkompetenz die gesamte Einrichtung zerstört. Schließlich erreichen die beiden Wheatley, doch der Plan von GLaDOS, Wheatleys Verstand mit einem Paradoxon auszutricksen, scheitert kläglich, da er es nicht versteht, sondern den sich selbst widersprechenden Satz „Dieser Satz ist falsch.“ einfach als wahr abstempelt.
Wheatley, beeinflusst durch GLaDOS’ Kernprotokoll, schickt die beiden durch die gefährlichsten Testkammern und ignoriert die Warnungen, damit die gesamte Stromversorgung und Gebäudesysteme zu zerstören. Schlussendlich können die beiden aus den Testkammern entkommen und stellen sich ihm. GLaDOS initiiert einen weiteren Persönlichkeitstransfer, während Chell Wheatley dadurch aus dem Konzept bringt, dass sie defekte Kerne an seine Infrastruktur anschließt. Als das Dach der Einrichtung einstürzt, schießt Chell ein Portal auf die Oberfläche des Mondes, wodurch sie und Wheatley in den Weltraum gesaugt werden. GLaDOS gelingt es, Chell durch das Portal zurück auf die Erde zu ziehen und Wheatley in den Weiten des Alls zurückzulassen.
Einige Zeit später erwacht Chell und GLaDOS stellt ihr die beiden Roboter Atlas und P-Body vor, welche für kooperative Tests entworfen wurden. Sie erklärt, dass sie durch Carolines Persönlichkeit wichtige Dinge über die Menschheit gelernt hat. Daraufhin löscht sie diesen Teil ihrer Persönlichkeit und entlässt Chell anschließend aus der Aperture-Science-Forschungseinrichtung mit den Worten: „Die beste Lösung eines Problems ist meist die einfachste. Ehrlich! Dich zu töten ist schwer! […] Du gewinnst! Bitte geh! […] Komm nicht zurück!“
Das Spiel endet mit Chell nach einer langen Aufzugfahrt, inklusive einer Oper von singenden Geschütztürmen, inmitten eines weiten Feldes. Die Tür öffnet sich erneut, und der in Mitleidenschaft gezogene Gewichtete Begleiterkubus aus dem ersten Teil landet vor Chells Füßen. Wie beim Vorgänger werden die Credits von einem „Bericht“ GLaDOS’ in Liedform (Titel „Want You Gone“) begleitet.
Im Epilog gleitet Wheatley ziellos durch den Weltraum und bedauert den Verrat an Chell.

### Koop-Kampagne
Nach den Geschehnissen der Einzelspieler-Kampagne testet GLaDOS mit den beiden Robotern Atlas und P-Body weiter.
Die beiden Roboter konnten nach jedem Fehlschlag wieder mit ihren Erinnerungen zusammengebaut werden und weiter testen. GLaDOS versucht derweil beide Roboter gegen einander aufzustacheln, beispielsweise mit Sätzen wie: „Aber vergesst nicht, wie bei Einstein und seinem Cousin Terry geht nur einer in die Geschichte ein.“, oder: „Sehr gut, ihr wachst wahrhaft als Team zusammen. Dank des einen von euch, der scheinbar die ganze Arbeit übernimmt.“ Ihre Versuche das Duo auseinander zu bringen misslingen jedoch, aufgrund der Programmierung der beiden. Diese Programmierung gibt Atlas und P-Body eine gewisse Unzertrennlichkeit und Vertrauen. Durch ihre misslungenen Versuche wird GLaDOS frustriert und beginnt sich menschliche Testsubjekte zurück zu wünschen.
Daraufhin schickt GLaDOS die Roboter am Ende jedes Testabschnitts hinter die Testkammern, um ihr Zugriff auf die älteren Teile der Aperture Science Forschungseinrichtung zu geben. Die beiden Roboter legen die Discs ein und werden daraufhin selbst zerstört.
Nach einiger Zeit reaktiviert GLaDOS Atlas und P-Body wieder mit einem speziellen Auftrag. Sie sollen in die Alten Distrikte der Forschungseinrichtung um eine Kammer voller Testsubjekte zu finden. Die beiden finden die Tür zur Kammer nach eines Testabschnittes und können sie Dank ihres Einsatzes der menschlichen Körpersprache öffnen. In der Kammer befinden sich hunderte an Testsubjekte in Stasiskammern, welche für GLaDOS Teststrecken gedacht sind. Als die Roboter begannen zu feiern wurden sie von GLaDOS selbst zerstört.
Nach 1 Woche kamen Atlas und P-Body wieder zum Leben. GLaDOS unterdessen behauptete das 100.000 Jahre vergangen seien, eine Lüge, welche später von GLaDOS selber aufgelöst wurde, und sie nun weitere Testsubjekte brauche. Die Wahrheit war, dass GLaDOS beim Versuch die neu gewonnenen Testsubjekte in Tötungsmaschinen zu verwandeln gescheitert ist.
Nach einem weiteren Testabschnitt hat GLaDOS die beiden Roboter auf eine weitere Mission außerhalb der Testkammern geschickt. Sie sollten eine Störung an GLaDOS´ Kontrolle ausfindig machen. Die Störung an dem Kontrollraum stellte sich als Vogelnest heraus. Aufgrund von GLaDOS´ Angst vor Vögeln wies sie das Duo an vorsichtig zu sein. Atlas traute sich jedoch zum Vogel und scheuchte ihn davon. Daraufhin wollten Atlas und P-Body die Vogeleier vernichten, wurden jedoch in aller letzter Sekunde von GLaDOS gestoppt.
Am Ende der Koop-Kampagne sieht man GLaDOS wie sie beginnt sich um die frisch geschlüpften Vogel-Babys zu kümmern.

## Synchronisation
Für die englische Synchronisation suchte sich Valve sorgfältig seine Sprecher aus, um die Atmosphäre im Spiel zu erhalten.
Da Chell im gesamten Spiel kein Wort sagt, musste sie weder auf Englisch noch auf Deutsch synchronisiert werden.
GLaDOS wird, wie schon im ersten Teil, von Ellen McLain und im Deutschen von Gertrude Thoma gesprochen. Caroline wird, durch die Handlung begünstigt, ebenfalls von Ellen McLain gesprochen.
Der britische Comedian und Schauspieler Stephen Merchant spricht Wheatley. Als sein deutscher Sprecher wurde Tobias Meister, der hauptsächlich als Sprecher von Brad Pitt und Robert Downey Jr. bekannt ist, gewählt. Dabei geht allerdings der britische Akzent von Merchant verloren, der im Original charakteristisch für Wheatley ist.
Ein weiterer neuer Charakter ist Cave Johnson, der frühere CEO von Aperture Science. Er ist im gesamten Spiel nicht persönlich anwesend, allerdings bekommt der Spieler seine Sprach-Memos zu hören, die er in seiner Zeit als Chef der Firma aufgenommen hat. Im Original leiht ihm der amerikanische Schauspieler J. K. Simmons seine Stimme, im Deutschen ist es Rüdiger Schulzki.

## Rezeption

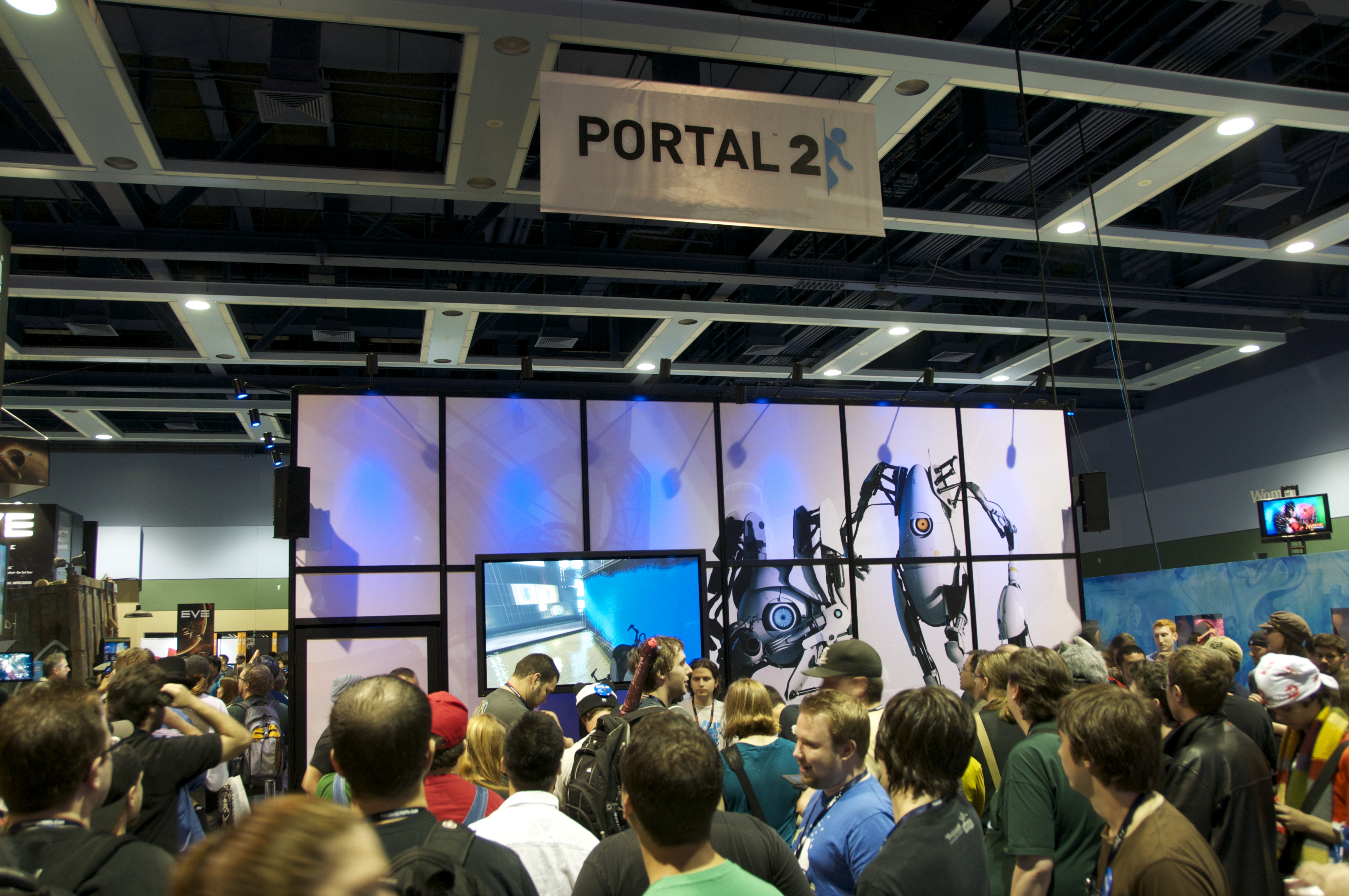
Portal-2-Stand auf der Penny Arcade Expo 2010

Portal 2 war einer der Favoriten unter den Journalisten und Kritikern bei der Vorstellung des Spiels auf der Electronic Entertainment Expo (E3) 2010. Es wurde mit dem Game Critics Awards als Bestes PC-Spiel und als Bestes Action-Adventure ausgezeichnet und für die Auszeichnung Bestes Spiel der Messe und Bestes Konsolenspiel nominiert.
Nach Veröffentlichung erhielt das Spiel weitere sehr gute Rezensionen. Das Magazin GameStar lobte das gesamte Spielkonzept, das aus dem ersten Teil bekannt war, und betrachtete es mit den Neuerungen als erfolgreichen Nachfolger von Portal. Allerdings wurde kritisiert, dass einige Level sehr komplex sind und eine Hilfe-Funktion angebracht wäre, um Frust beim Spielen zu vermeiden. Das Spiel erhielt von der Redaktion eine Wertung von 91 aus 100 möglichen Punkten. 4Players bewertete Portal 2 mit 92 %.
2011 gewann Portal 2 bei den Spike Video Game Awards in den Kategorien Bestes PC-Spiel, Bester Mehrspielertitel, Bester Synchronsprecher (Stephen Merchant), Beste Synchronsprecherin (Ellen McLain) und Beste Downloaderweiterung (Peer Review), es war zudem in den Kategorien Spiel des Jahres, Bestes Xbox-360-Spiel, Bester Soundtrack und Bester Song nominiert. Im Jahr darauf folgte eine Nominierung für die Beste Downloaderweiterung (Perpetual Testing Initiative).
2012 wurde Portal 2 mit dem DICE Award in den Kategorien Beste Synchronisation (Merchant) und Beste Musikkomposition ausgezeichnet. Im selben Jahr gewann es bei den British Academy Games Awards in den Kategorien Spiel des Jahres, Gamedesign und Story, nominiert war es als Bestes Action-Spiel und für Beste Synchronisation (Merchant). Portal 2 erhielt 2012 drei Game Developers Choice Awards in den Kategorien Audio, Gamedesign und Narration.
Der Metascore von Portal 2 beträgt 95 von 100 möglichen Punkten.

## Mods
Am 18. April erschien auf Steam die Mod Thinking with Time Machine, welche dem Spiel eine Zeit-Maschine hinzufügt. Die Maps besitzen alle neue und eigens für die Mod erstellte Texturen.
Am 15. Juli 2014 erschien auf Steam die Mod Aperture Tag: The Paint Gun Testing Initiative, welche die bisher bekannte Portal Gun durch eine Paint Gun ersetzt, sodass man anstatt mit Portalen mit blauem Sprunggel und orangem Beschleunigungsgel schießt. Die Mod auch bringt neue Spielfiguren, Maps und Gameplay Elemente mit sich. Außerdem hat das Spiel eine Anbindung an den Steam Workshop.
Am 25. Juni 2015 erschien auf Steam die Mod Portal Stories: Mel, bei welcher die Story im Vordergrund steht. Dazu gibt es 22 neue Testkammern, eigene Assets sowie einen selbst komponierten Soundtrack.
Am 19. April 2021 erschien auf Steam die Mod Portal Reloaded, welche dem Spiel 25 weitere Testkammern, sowie ein Drittes Portal hinzufügte. Mit dem dritten Portal kann durch die Zeit gereist werden. Darüber hinaus verfügt Portal Reloaded über einen eigenen Koop-Modus.
Am 10. Oktober 2023 erschien auf Steam die Mod Portal: Forbidden Testing Tracks, welches viele neue alternativen zur Portal Gun bietet, darunter auch die Gravity Gun aus der Spiele-Reihe Half-Life. Dazu enthält es viele neue Gameplay Elemente und 30 Testkammern.
Am 6. Januar 2024 erschien auf Steam die Mod Portal: Revolution auf Steam. Sie siedelt sich zwischen Portal und Portal 2 an. Trotzdem bietet die Mod vergleichsweise wenig Inhalt. Das nennenswerteste Gameplay-Element ist die veränderte Version eines Laser-Umlenkungskubus.

## Bonus Inhalte

### Portal: Lab-Rat Comic
Vor der Veröffentlichung von Portal 2 wurde der Portal: Lab-Rat Comic veröffentlicht, um den Übergang zwischen Portal und Portal 2 zu schaffen. In dem Comic wird beschrieben wie der Aperture Science-Mitarbeiter Doug Rattmann der Aperture Science Forschungseinrichtung, dank Chell, entkommt. Dabei werden mehrere Rückblenden gezeigt, wie Doug und andere Forscher vor der Portal-Reihe an GLaDOS gearbeitet haben und wie er ihre Nervengift-Attacke überlebt hat.

### Aperture Investment Opportunity
In dieser Videoreihe zum Vor-Verkauf von Portal 2 wird eine Menge an Hintergrund Informationen auf vier Folgen verteilt geboten. Die erste Folge dreht sich um Paneele der Testkammern, welche in Portal 2 eine große Rolle spielen. In der zweiten Folge wird die Beziehung zwischen Atlas und P-Body thematisiert. Wiederum wird in der dritten Folge die Geschütztürme thematisiert und in der vierten Folge werden die Lang-Fall Schuhe von Chell beschrieben.